# Recopa de Europa de hockey sobre patines
La Recopa de Europa de Hockey sobre patines fue una competición europea entre clubs de hockey sobre patines vigente hasta la temporada 1995/96. Fue creada en 1976, y enfrentaba cada temporada a los clubs europeos campeones de las Copas nacionales, en su mayoría españoles, italianos y portugueses. Era la 2ª competición en importancia, tras la Copa de Europa y por delante de la Copa de la CERS (ahora 2ª máxima competición). Estaba organizada por la CERH (Comité Européen de Rink-Hockey), el máximo organismo del hockey patines europeo, con sede central en Lisboa (Portugal).

## Finales
| Temporada | Campeón        | Finalista         | Resultado            |
| --------- | -------------- | ----------------- | -------------------- |
| 1976–77   | AD Oeiras      | CE Arenys de Munt | 2–4 / 4–2 (1–0 pen.) |
| 1977–78   | AD Oeiras      | CP Voltregà       | 3–2 / 3–3            |
| 1978–79   | AD Oeiras      | CP Voltregà       | 10–1 / 3–6           |
| 1979–80   | AFP Giovinazzo | HC Sentmenat      | 4–11 / 14–4          |
| 1980–81   | Sporting CP    | CP Cibeles        | 1–4 / 5–2 (2–0 pen,) |
| 1981–82   | FC Porto       | Sporting CP       | 13–4 / 7–8           |
| 1982–83   | FC Porto       | SL Benfica        | 2–2 / 6–5            |
| 1983–84   | Reus Deportiu  | SL Benfica        | 6–4 / 4–5            |
| 1984–85   | Sporting CP    | RESG Walsum       | 1–1 / 8–4            |
| 1985–86   | AD Sanjoanense | Sporting CP       | 3–3 / 9–6            |
| 1986–87   | FC Barcelona   | Hockey Novara     | 5–3 / 3–4            |
| 1987–88   | AA Noia        | Amatori Lodi      | 11–5 / 8–4           |
| 1988–89   | Roller Monza   | FC Porto          | 7–3 / 3–6            |
| 1989–90   | HC Liceo       | RH Rolta Louvain  | 9–2 / 22–1           |
| 1990–91   | Sporting CP    | Hockey Novara     | 7–6 / 5–2            |
| 1991–92   | Roller Monza   | CP Voltregà       | 3–3 / 6–5            |
| 1992–93   | OC Barcelos    | SC Thunerstern    | 8–0 / 6–3            |
| 1993–94   | Amatori Lodi   | CP Voltregà       | 4–3 / 6–2            |
| 1994–95   | Roller Monza   | Amatori Lodi      | 6–1 / 4–3            |
| 1995–96   | HC Liceo       | Amatori Lodi      | 2–5 / 5–2 (2–1 pen.) |

### Palmarés por equipos
| Equipo            | Campeón | Finalista | Año campeón      | Año finalista          |
| ----------------- | ------- | --------- | ---------------- | ---------------------- |
| Sporting CP       | 3       | 2         | 1981, 1985, 1991 | 1982, 1986             |
| AD Oeiras         | 3       | 0         | 1977, 1978, 1979 | —                      |
| Roller Monza      | 3       | 0         | 1989, 1992, 1995 | —                      |
| FC Porto          | 2       | 1         | 1982, 1983       | 1989                   |
| Hockey Club Liceo | 2       | 0         | 1990, 1996       | —                      |
| Amatori Lodi      | 1       | 3         | 1994             | 1988, 1995, 1996       |
| AFP Giovinazzo    | 1       | 0         | 1980             | —                      |
| Reus Deportiu     | 1       | 0         | 1984             | —                      |
| AD Sanjoanense    | 1       | 0         | 1986             | —                      |
| FC Barcelona      | 1       | 0         | 1987             | —                      |
| CE Noia           | 1       | 0         | 1988             | —                      |
| OC Barcelos       | 1       | 0         | 1993             | —                      |
| CP Voltregà       | 0       | 4         | —                | 1978, 1979, 1992, 1994 |
| SL Benfica        | 0       | 2         | —                | 1983, 1984             |
| Hockey Novara     | 0       | 2         | —                | 1987, 1991             |
| CE Arenys de Munt | 0       | 1         | —                | 1977                   |
| HC Sentmenat      | 0       | 1         | —                | 1980                   |
| CP Cibeles        | 0       | 1         | —                | 1981                   |
| RESG Walsum       | 0       | 1         | —                | 1985                   |
| RH Rolta Louvain  | 0       | 1         | —                | 1990                   |
| SC Thunerstern    | 0       | 1         | —                | 1993                   |